# Campionato europeo di Formula 2 1982
La stagione 1982 del Campionato europeo di Formula 2 fu corsa su 11 gran premi coinvolgendo 22 differenti team, 53 differenti piloti, 7 differenti telaisti e 5 differenti motoristi. La serie venne vinta dal pilota italiano Corrado Fabi su March 822-BMW.

## La pre-stagione

### Calendario
| Gara | Nome                                           | Circuito                             | Giri | Lunghezza           | Data      |
| ---- | ---------------------------------------------- | ------------------------------------ | ---- | ------------------- | --------- |
| 1    | BRDC International Trophy                      | Circuito di Silverstone              | 47   | 47x4,718=221,746 km | 21 marzo  |
| 2    | Deutschland Trophäe Jim Clark Gedächtnisrennen | Hockenheimring                       | 30   | 30x6,788=203,640 km | 4 aprile  |
| 3    | BARC 200 Jochen Rindt Trophy                   | Circuito di Thruxton                 | 55   | 55x3,792=208,506 km | 12 aprile |
| 4    | ADAC-Eiffelrennen                              | Nürburgring                          | 9    | 9x22,835=205,515 km | 25 aprile |
| 5    | Gran Premio del Mugello                        | Autodromo Internazionale del Mugello | 42   | 42x5,245=220,29 km  | 9 maggio  |
| 6    | Gran Premio di Roma                            | Circuito di Vallelunga               | 65   | 65x3,200=208 km     | 16 maggio |
| 7    | Gran Premio di Pau                             | Circuito di Pau                      | 73   | 73x2,834=206,882 km | 31 maggio |
| 8    | Gran Premio del Belgio                         | Circuito di Spa-Francorchamps        | 30   | 30x6.852=208,56 km  | 13 giugno |
| 9    | Rhein Pokalrennen                              | Hockenheimring                       | 30   | 30x6,797=203,91 km  | 20 giugno |
| 10   | Donington 20000 The John Howitt Trophy         | Circuito di Donington Park           | 70   | 70x3,150=220,5 km   | 4 luglio  |
| 11   | Mantorp Park F2 Trofén                         | Circuito di Mantorp Park             | 65   | 65x3,125=203,125 km | 18 luglio |
| 12   | Gran Premio del Mediterraneo                   | Autodromo di Pergusa                 | 45   | 45x4,950=222,75 km  | 1º agosto |
| 13   | Gran Premio dell'Adriatico                     | Autodromo Santamonica, Misano        | 60   | 60x3,488=209,28 km  | 7 agosto  |

## Risultati e classifiche

### Risultati
| Gara | Circuito     | Tempo      | Velocità | Pole position    | GPV            | Vincitore       | Vettura      |
| ---- | ------------ | ---------- | -------- | ---------------- | -------------- | --------------- | ------------ |
| 1    | Silverstone  | 1h11'51.38 |          | Stefan Johansson | Stefan Bellof  | Stefan Bellof   | MaurerBMW    |
| 2    | Hockenheim   | 1h03'03.44 |          | Stefan Bellof    | Stefan Bellof  | Stefan Bellof   | MaurerBMW    |
| 3    | Thruxton     | 1h03'49.22 |          | Stefan Johansson | Johnny Cecotto | Johnny Cecotto  | March-BMW    |
| 4    | Nürburgring  | 1h05'01.37 |          | Thierry Boutsen  | Stefan Bellof  | Thierry Boutsen | Spirit-Honda |
| 5    | Mugello      | 1h14'32.79 |          | Stefan Johansson | Corrado Fabi   | Corrado Fabi    | March-BMW    |
| 6    | Vallelunga   | 1h15'45.40 |          | Corrado Fabi     | Stefan Bellof  | Corrado Fabi    | March-BMW    |
| 7    | Pau          | 1h31'00.03 |          | Thierry Boutsen  | Kenny Acheson  | Johnny Cecotto  | March-BMW    |
| 8    | Spa          | 58'19.47   |          | Stefan Johansson | Mike Thackwell | Thierry Boutsen | Spirit-Honda |
| 9    | Hockenheim   | 1h03'04.32 |          | Thierry Boutsen  | Corrado Fabi   | Corrado Fabi    | March-BMW    |
| 10   | Donington    | 1h15'42.11 |          | Jonathan Palmer  | Corrado Fabi   | Corrado Fabi    | March-BMW    |
| 11   | Mantorp Park | 1h18'28.04 |          | Corrado Fabi     |                | Johnny Cecotto  | March-BMW    |
| 12   | Pergusa      | 1h09'22.15 |          | Thierry Boutsen  | Stefan Bellof  | Thierry Boutsen | Spirit-Honda |
| 13   | Misano       | 1h18'25.19 |          | Corrado Fabi     | Stefan Bellof  | Corrado Fabi    | March-BMW    |

### Classifica Piloti
| Punti | 9 | 6 | 4 | 3 | 2 | 1 |

Contano i 9 migliori risultati.
| Posizione | Nome                 | Paese          | Team                     | Telaio                   | Motore | Regno Unito (bandiera) | Germania (bandiera) | Regno Unito (bandiera) | Germania (bandiera) | Italia (bandiera) | Italia (bandiera) | Francia (bandiera) | Belgio (bandiera) | Germania (bandiera) | Regno Unito (bandiera) | Svezia (bandiera) | Italia (bandiera) | Italia (bandiera) | Punti Totali |
| --------- | -------------------- | -------------- | ------------------------ | ------------------------ | ------ | ---------------------- | ------------------- | ---------------------- | ------------------- | ----------------- | ----------------- | ------------------ | ----------------- | ------------------- | ---------------------- | ----------------- | ----------------- | ----------------- | ------------ |
| 1         | Corrado Fabi         | Italia         | March Racing             | March                    | BMW    | -                      | 4                   | -                      | 6                   | 9                 | 9                 | -                  | 2                 | 9                   | 9                      | -                 | -                 | 9                 | 57           |
| 2         | Johnny Cecotto       | Venezuela      | March Racing             | March                    | BMW    | -                      | 3                   | 9                      | 4                   | 6                 | -                 | 9                  | 6                 | (1)                 | 6                      | 9                 | 4                 | -                 | 56           |
| 3         | Thierry Boutsen      | Belgio         | Team Spirit              | Spirit                   | Honda  | -                      | 6                   | 4                      | 9                   | 3                 | 1                 | 6                  | 9                 | -                   | -                      | 3                 | 9                 | (1)               | 50           |
| 4         | Stefan Bellof        | Germania Ovest | Maurer Motorsport        | Maurer                   | BMW    | 9                      | 9                   | -                      | 2                   | -                 | -                 | -                  | -                 | 4                   | 1                      | -                 | 6                 | 2                 | 33           |
| 5         | Beppe Gabbiani       | Italia         | Maurer Motorsport        | Maurer                   | BMW    | 4                      | 2                   | 3                      | -                   | -                 | -                 | -                  | -                 | 6                   | 3                      | 4                 | -                 | 4                 | 26           |
| 6         | Philippe Streiff     | Francia        | Motul GPA                | AGS                      | BMW    | -                      | -                   | 2                      | -                   | -                 | 6                 | -                  | 3                 | -                   | 2                      | 6                 | 3                 | -                 | 22           |
| 7         | Kenny Acheson        | Regno Unito    | Ralt Racing Ltd.         | Ralt                     | Honda  | -                      | -                   | 6                      | 3                   | 1                 | -                 | 2                  | -                 | -                   | -                      | -                 | -                 | -                 | 12           |
| 8         | Stefan Johansson     | Svezia         | Team Spirit              | Spirit                   | Honda  | -                      | -                   | -                      | 1                   | 4                 | 3                 | -                  | -                 | 3                   | -                      | -                 | -                 | -                 | 11           |
| 9         | Jonathan Palmer      | Regno Unito    | Ralt Racing Ltd.         | Ralt                     | Honda  | -                      | -                   | -                      | -                   | 2                 | 2                 | 1                  | 1                 | -                   | 4                      | -                 | -                 | -                 | 10           |
| 10        | Mike Thackwell       | Nuova Zelanda  | Horag Racing             | Maurer                   | BMW    | -                      | -                   | -                      | -                   | -                 | -                 | 4                  | 4                 | -                   | -                      | -                 | -                 | -                 | 8            |
|           | Alessandro Nannini   | Italia         | Minardi                  | Minardi                  | BMW    | 2                      | -                   | -                      | -                   | -                 | -                 | -                  | -                 | -                   | -                      | -                 | -                 | 6                 | 8            |
| 12        | Frank Jelinski       | Germania Ovest | Schäfer Racing           | Maurer                   | BMW    | -                      | -                   | -                      | -                   | -                 | -                 | 3                  | -                 | 2                   | -                      | -                 | 2                 | -                 | 7            |
| 13        | Satoru Nakajima      | Giappone       | John Player Special Team | March                    | Honda  | 6                      | -                   | -                      | -                   | -                 | -                 | -                  | -                 | -                   | -                      | -                 | -                 | -                 | 6            |
|           | Christian Danner     | Germania Ovest | March Racing             | March                    | BMW    | -                      | -                   | -                      | -                   | -                 | -                 | -                  | -                 | -                   | -                      | 2                 | 1                 | 3                 | 6            |
| 15        | Pascal Fabre         | Francia        | Motul GPA                | AGS                      | BMW    | -                      | -                   | -                      | -                   | -                 | 4                 | -                  | -                 | -                   | -                      | 1                 | -                 | -                 | 5            |
| 16        | Roberto del Castello | Italia         | San Remo Racing          | Toleman                  | BMW    | 3                      | -                   | -                      | -                   | -                 | -                 | -                  | -                 | -                   | -                      | -                 | -                 | -                 | 3            |
| 17        | Jo Gartner           | Austria        | Merzario                 | Merzario-March           | BMW    | 1                      | -                   | -                      | -                   | -                 | -                 | -                  | -                 | -                   | -                      | -                 | -                 | -                 | 1            |
|           | Thierry Tassin       | Belgio         | Docking Spitzley         | Docking Spitzley-Toleman | Hart   | -                      | 1                   | -                      | -                   | -                 | -                 | -                  | -                 | -                   | -                      | -                 | -                 | -                 | 1            |
|           | Robert Dallest       | Francia        | Merzario                 | Merzario-March           | BMW    | -                      | -                   | 1                      | -                   | -                 | -                 | -                  | -                 | -                   | -                      | -                 | -                 | -                 | 1            |